# U-66 (1940)
U-66 – niemiecki okręt podwodny (U-Boot) typu IX C z okresu II wojny światowej. Okręt wszedł do służby w 1941 roku. 

## Historia
U-66 odbył dziewięć patroli bojowych, podczas których zatopił 33 jednostki o łącznej pojemności 200.021 BRT i uszkodził dwie (22.674 BRT); dodatkowo uszkodził (za pomocą min) dwa brytyjskie kutry torpedowe. Jedną z ofiar U-Boota był polski frachtowiec  „Rozewie” (766 BRT), zatopiony 6 sierpnia 1942 roku (wcześniej atakowany za pomocą artylerii przez U-155). Po storpedowaniu U-66 wynurzył się i wziął do niewoli kapitana statku Jerzego Lewandowskiego.
U-66 został zatopiony 6 maja 1944 roku na zachód od Wysp Zielonego Przylądka. Wykryty przez samolot Avenger z lotniskowca eskortowego USS „Block Island”, został zaatakowany ogniem artyleryjskim i staranowany przez niszczyciel eskortowy USS „Buckley”. Okręty pozostawały szczepione przez kilka minut, w tym czasie niektórzy członkowie załogi U-66 przedostali się na pokład niszczyciela; część z nich została zastrzelona, ponieważ wzięto to za próbę abordażu. Łącznie zginęło 24 członków załogi U-Boota.